# УСТ Богун (Штефанскірхен)
УСТ «Богун» (Українське Спортове Товариство «Богун») — українське спортивне товариство з німецького поселення Штефанскірхен.
Товариство засноване 3 серпня 1946 року в місті Розенгаймі. Навесні 1947 року перенесений із табором до сусіднього села Штефанскірхен (українців — 1100 чоловік, членів товариства — 45).
У «Богуні» діяли секції футболу, волейболу чоловіків, настільного тенісу, шахів і легкої атлетики.
Серед членів товариство варто виділити Мирослава Биха — неофіційно визнаного за найкращого в зоні спортсмена з настільного тенісу.
Футбольна команда проводила змагання в обласній лізі.